# Environnement en Géorgie
L'environnement en Géorgie est l'environnement (ensemble des éléments - biotiques ou abiotiques - qui entourent un individu ou une espèce et dont certains contribuent directement à subvenir à ses besoins) du pays Géorgie, pays d'Europe.

## La biodiversité de la Géorgie
Le climat est de type ...
Le sol est occupé à x % par la forêt.